# Nody bělavý
Nody bělavý (Anous albivitta) je malý tichooceánský druh rybáka, dříve považovaný za poddruh nebo dokonce světlou formu nodyho šedého (Anous cerulea).

## Popis
Menší druh rybáka (délka 28–31 cm, rozpětí křídel 46–60 cm), s šedým hřbetem, tmavošedými křídly a ocasem a světle šedou až bělavou hlavou a spodinou. Spodní křídlení krovky jsou na rozdíl od příbuzného nodyho šedého bílé nebo velmi světlé. Úzký kroužek kolem oka je v přední části černý; nohy černohnědé, zobák černý. Mladí ptáci jsou na hřbetu hnědaví.

## Rozšíření
Nody bělavý hnízdí ve třech poddruzích v subtropických a mírných vodách Tichého oceánu:
- A. a. albivitta hnízdí na ostrovech Lord Howe, Norfolk (Phillip Island), Kermadec a Tonga
- A. a. skottsbergii hnízdí na ostrovech Henderson, Velikonočním a Sala y Goméz
- A. a. imitatrix hnízdí na ostrovech San Ambrosio a San Félix u pobřeží Chile

Po vyhnízdění se rozptylují v okolí ostrovů, jen zřídka zalétnou až k pevnině (nehojně na severním Novém Zélandu, výjimečně také ve východní Austrálii).